# Crònica tibetana antiga

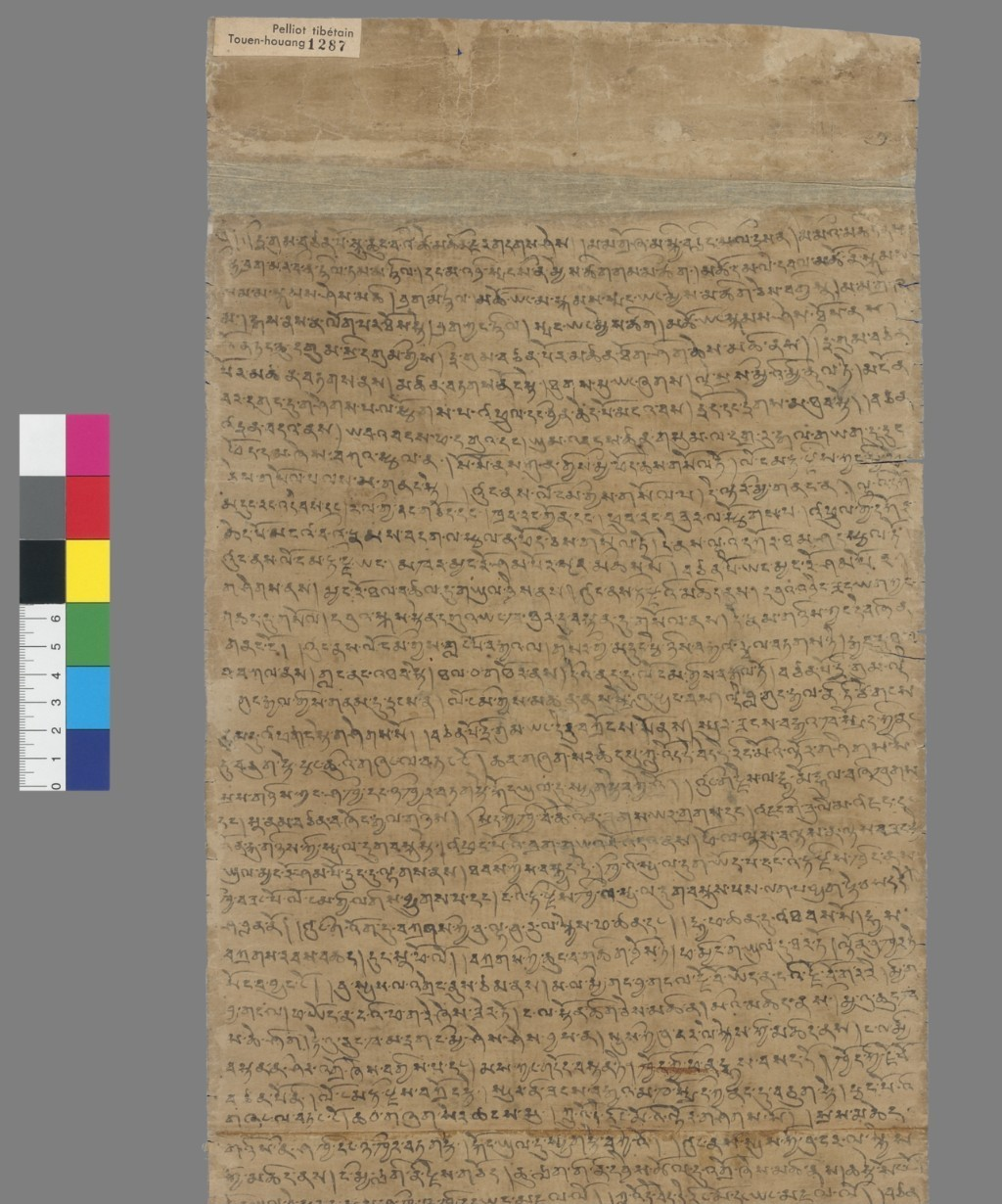
Imatge de la primera pàgina de la col·lecció, conservada a la Biblioteca Nacional de França.

La crònica tibetana antiga és una crònica medieval que narra els esdeveniments més importants referits a l'Imperi tibetà.
La crònica barreja diverses fonts, des de llistes oficials fins a llegendes orals i textos anteriors per establir una narrativa que ressegueix el llinatge de la dinastia Yarlung, monarques del Tibet. El darrer rei esmentat és Langdarma, que va viure al segle ix, per la qual cosa es creu que la versió original de la crònica va ser escrita durant aquell període. La dinastia comença amb Nyatri Tsenpo, nascut directament del cel i enumera les victòries que van fer engrandir l'imperi. Curiosament, el budisme té un paper menor fins als darrers reis.
El text conté anacronismes i diversos reis ocupen un lloc que no els pertoca per època, probablement per confusió de les fonts orals originals. El fet que un dels tres rotlles estigui tallat pot indicar que va haver-hi un desplaçament accidental del text, que quan es va recompondre havia perdut el fil cronològic. Igualment, la visió dels clans dominants fa que se subratllin gestes i que es magnifiquin en el temps, encadenant causes i efectes que no van succeir en realitat.
La crònica va ser transcrita a l'alta edat mitjana i se'n van fer diverses còpies, ja que s'han conservat dues íntegres i fragments d'una tercera, que afegeix i modifica certs episodis. Els manuscrits es van trobar a les Coves de Mogao, com a part dels anomenats Manuscrits de Dunhuang.